# ラッテルスドルフ (オーバーフランケン)
ラッテルスドルフ (ドイツ語: Rattelsdorf) は、ドイツ連邦共和国バイエルン州オーバーフランケン行政管区のバンベルク郡に属する市場町。

## 地理
ラッテルスドルフは、オーバーフランケン西部に位置する。

### 自治体の構成
この町は、公式には13の地区 (Ort) からなる。このうち孤立農場などを除く集落を以下に列記する。2番目に大きな地区はエービングである。
| - ブーゼンドルフ - エービング - フロイデネック - ヒルカースドルフ - ヘーフェン - ヘーフェンノイジヒ | - メドリッツ - ミュールスバッハ - ポッペンドルフ - ラッテルスドルフ - シュパイアースベルク - ツァウゲンドルフ |

## 歴史
1803年の世俗化まで、ラッテルスドルフの領主はベネディクト会のミヒェルスベルク修道院であった。ミヒェルスベルク修道院は、バンベルク司教本部に属する修道院であった。1803年の帝国代表者会議主要決議以降はバイエルン領となった。バイエルン王国の行政改革の時代、1818年の自治体令によって現在の自治体が形成された。

### 人口推移
この地域の人口は、1970年：3,413人、1987年：3,987人、2000年：4,566人であった。2005年5月のこの市場町の人口は4,618人である。

### 社会資本
ラッテルスドルフには、エービングのシュヴァンネンブロイ、ヘーフェンのエントレス醸造所、ミュールスバッハのゾンネンブロイ、フロイデネックのフィッシャー醸造所（醸造所を持つバンベルク郡で最も小さな集落である）と、4つのビール醸造所がある。

## 行政

### 紋章
銀色の背景。緑の大地の上に、小塔と青い屋根を持つ赤い教会が描かれる。その傍らに緑の針葉樹。右上の縁から黒い十字架を握った黒い袖の服を着た腕が出ている。

## 引用
1. ↑  https://www.statistikdaten.bayern.de/genesis/online?operation=result&code=12411-003r&leerzeilen=false&language=de Genesis-Online-Datenbank des Bayerischen Landesamtes für Statistik Tabelle 12411-003r Fortschreibung des Bevölkerungsstandes: Gemeinden, Stichtag (Einwohnerzahlen auf Grundlage des Zensus 2011)
2. ↑  Bayerische Landesbibliothek Online